# Tyrese Omotoye
Tyrese Omotoye, né le 23 septembre 2002 à Hasselt en Belgique, est un footballeur belge qui joue au poste d'attaquant aux Vysočina Jihlava.

## Biographie
Né en Belgique de parents nigérians,,, Omotoye grandit en Angleterre. Il possède ainsi la double nationalité belgo-nigériane.

### En club
Issu du centre de formation de Norwich City, étant également passé par les Cray Wanderers, Omotoye signe son premier contrat professionnel avec Norwich City le 17 octobre 2019. Le 7 octobre 2020, il marque un triplé avec les moins de 21 ans lors d'une victoire 5-0 contre Newport County en EFL Trophy.
Le 2 décembre 2020, le jeune belge fait ses débuts professionnels avec Norwich City, lors d'une défaite 3-1 contre Luton Town. Il aura ainsi pris part à la campagne 2020-2021 fructueuse de Norwich en Championship, qui permet aux Canaries de remonter directement en Premiership après leur relégation la saison precedente.
En janvier 2021, il est prêté à Swindon Town en League One pour le reste de la saison 2020-2021.
Le 17 août 2021, il rejoint Leyton Orient en prêt.
Le 5 janvier 2022, il est prêté à Carlisle United.
Le 23 janvier 2023, il rejoint Forest Green.

### En sélections nationales
Omotoye a représenté la Belgique avec les moins de 16 ans, étant sélectionné pour les matches amicaux contre le Portugal et l'Ukraine en novembre 2017.
Depuis 2019, plusieurs médias nigérians annoncent néanmoins la volonté du joueur de représenter les Super Eagles sur la scène internationale,,. Il est également sélectionnable avec l'équipe d'Angleterre,.

## Palmarès
| Norwich City FC - Championship (1) - Champion en 2020-2021 |